# Лерхе, Герман Густавович
Герман Густавович фон Лерхе (1826/1827—1903) — российский государственный и военный деятель, томский губернатор. Тайный советник.

## Биография
Родился 22 декабря 1826 (3 января 1827) года. Семья Лерхе имела немецкие корни, придерживалась лютеранства. Отец — Густав Васильевич (01.01.1787 — 19.09.1876), тайный советник, президент лютеранского училища святого Петра в Петербурге.
В 1846 году окончил Императорское Петербургское училище правоведения, где учился вместе с будущим обер-прокурором Святейшего Синода К. П. Победоносцевым. По окончании училища был произведён в титулярные советники, принят на службу в канцелярию 1-го департамента Сената, откуда через два года перешёл в Министерство юстиции. С 1853 года служил в Министерстве Двора Его Императорского Величества. С 1859 по 1862 год — вице-губернатор во Владимире. В мае 1861 года получил чин действительного статского советника.
В 1862 году был переведён на должность управляющего временной комиссией при общем присутствии Контрольного департамента морских отчетов Министерства финансов, а 17 января 1864 года назначен исполняющим обязанности томского гражданского губернатора, утверждён в должности 27 ноября 1864 года. Прибыл в Томск и вступил в должность 23 марта 1864 года, дела принимал у председателя Томского губернского правления И. В. Фризеля — и. о. губернатора.
В должности губернатора много ездил по губернии, в 1864 году совершил поездку на Алтай. Там он лично встретился с князем Первой Чуйской Волости Василием Тадышевым и князем Второй Чуйской Волости Чычканом Тёсёгёшевым. После этого визита князья и теленгиты этих земель приняли решение о вхождении в состав России.
В губернаторство Лерхе по «Делу о сибирских сепаратистах» (май-июнь 1865 года) при прямом содействии губернатора в Томске были арестованы Г. Н. Потанин, Н. М. Ядринцев, Е. Я. Колосов, Д. Л. Кузнецов. Отправленные в Омскую тюрьму, они после продолжительного следствия были приговорены к различным мерам наказания (вплоть до каторги) по обвинению в намерении отделить Сибирь от России. Был известен также жестоким отношением к ссыльным полякам. В отношениях с вышестоящим начальством (Западно-Сибирским генерал-губернатором А. О. Дюгамелем) отстаивал свою точку зрения и своих подчиненных. Дюгамель даже писал ему: «Прошу прекратить ненужную полемику. Наставлять высшую власть, как нужно действовать, непозволительно и выходит за пределы приличия. Прискорбно напоминать об этом губернатору… Неисполнение предыдущих предписаний останется на вашей совести».
27 ноября 1866 года уволен с поста томского губернатора. В Томске сформировалось негативное отношение к Лерхе, позднее А. В. Адрианов в очерках «Томская
старина» писал, что Лерхе, после долгих прений в Томской городской думе, было отказано в присвоении звания Почётного гражданина Томска (Лерхе представил Д. Тецков, Фёдор Акулов выступил с обличительной речью).
С 1867 года работал в Министерстве внутренних дел. Затем был членом учреждённой при Министерстве юстиции консультации; в 1870 году получил орден Св. Станислава 1-й степени. Также 13 марта 1871 года назначен председателем Саратовского окружного суда и летом 1873 года после ревизии, проведённой под руководством министра юстиции графа К. И. фон дер Палена, был уволен. Но оставался членом консультации без содержания. И. Я. Славин, работавший под началом Лерхе в Саратове, дал такую ему характеристику: «Это был небольшого роста сухопарый немец с жиденькими баками, юркий, суетливый, иногда резкий до грубости».
Умер 3 (16) октября 1903 года. Похоронен на Волковом лютеранском кладбище в Петербурге.

## Награды
Кроме российских наград, до ордена Белого орла включительно, он имел иностранные: Вюртембергской короны 4-й степени (1856) и Св. Маврикия и Лазаря 2-й ст. (1857).

## Известные адреса
- Санкт-Петербург — доходный дом (Набережная Фонтанки, 89)
- с. Берёзки Вышневолоцкого уезда — здесь был похоронен его малолетний сын Александр (1873—1877)[4].